# Semioruga M5
El M5 (oficialmente Transporte de Personal Semioruga M5) fue un transporte blindado de personal semioruga estadounidense empleado durante la Segunda Guerra Mundial. Fue desarrollado en 1942, cuando los fabricantes del Semioruga M2 y el Semioruga M3 no podían sostener la producción debido a la gran demanda. La International Harvester Company (IHC) tenía la capacidad de producir un vehículo similar al M3, pero algunas de sus diferencias tenían que ser aceptadas. El M5 fue producido por la IHC desde diciembre de 1942 hasta octubre de 1943.
Usando el mismo chasis de su M5, la IHC podía producir un equivalente al M2, que fue el Semioruga M9. También se produjeron variantes de los cañones autopropulsados M13 y M16 basadas en el M5, exportadas al Reino Unido y la Unión Soviética respectivamente. Fue suministrado a los países Aliados (la Commonwealth británica, Francia y la Unión Soviética) bajo el Lend-Lease. Después de la guerra, fue prestado a varios países de la OTAN. Sirvió con Israel en múltiples guerras y fue desarrollado en el M3 Mark A y el M3 Mark B.

## Especificaciones
Las especificaciones del M5 eran casi idénticas a las del Semioruga M3. Tenía una longitud de 6,30 m, un ancho de 2,23 m, una altura de 2,74 m y pesaba 9,8 t. Tenía muelles en voluta verticales en el tren de rodaje de las orugas y ballestas en las ruedas delanteras. Era propulsado por un motor White 160AX de 6.330 cc y 6 cilindros en línea, con una potencia de 142 hp. Su tanque de combustible tenía una capacidad de 230 l, una autonomía de 201 km y su velocidad máxima era de 68 km/h. Su transmisión era de red constante. Su blindaje tenía un espesor de 6,5 mm a 13,5 mm. Su armamento principal era una ametralladora Browning M2 de 12,7 mm (.50), mientras que su armamento secundario eran dos ametralladoras Browning M1919 de 7,62 mm (.30). Su tripulación eran 3 hombres más 10 pasajeros.

## Desarrollo

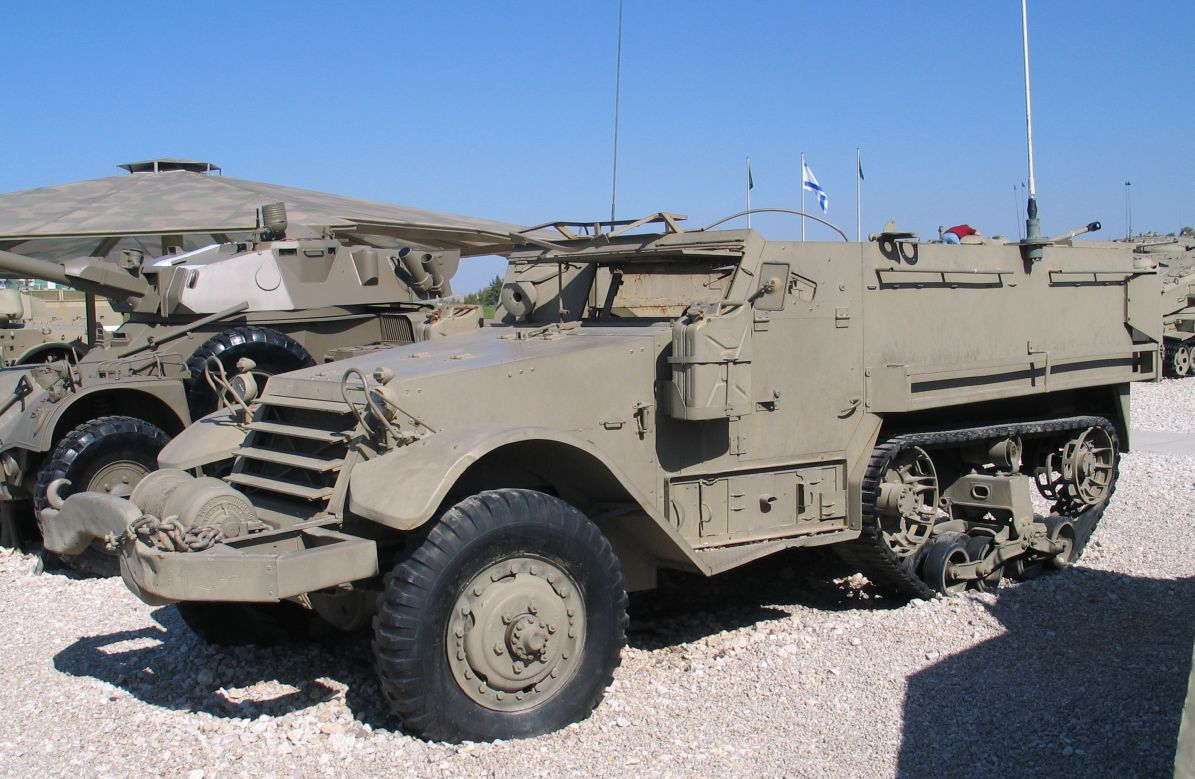
Un semioruga M5 en el Museo Yad La-Shiryon, Israel.

Después del ataque a Pearl Harbor, la demanda de vehículos blindados estadounidenses creció y la capacidad productiva existente fue ampliada por la necesidad de equipar al creciente Ejército estadounidense, así como a sus aliados. En consecuencia, la industria de municiones militares estadounidense se expandió rápidamente. Mientras que los fabricantes de semiorugas M3 no podían hacer frente a las crecientes demandas, la International Harvester Company (IHC) pudo construirlos pero eran necesarios cambios en sus piezas y en su construcción. Se proveyeron vehículos prototipo con las designaciones M3E2 y M2E5. Después de probarlos en la General Motors, fueron aprobados para producirse con las designaciones M5 y M9 respectivamente.
Debido a una escasez de blindaje cementado, en su lugar se utilizó blindaje homogéneo. A pesar de tener un espesor con 7,93 mm adicionales respecto a los 6,35 mm del blindaje del M3, efectivamente ofrecía menos protección - balas antiblindaje de fusil podían atravesarlo a 274,3 m (300 yardas) en lugar de 182,8 m (200 yardas) en el M3. Al mismo tiempo la IHC iba a producir una versión del Semioruga M2, el Semioruga M9.

## Historial de combate

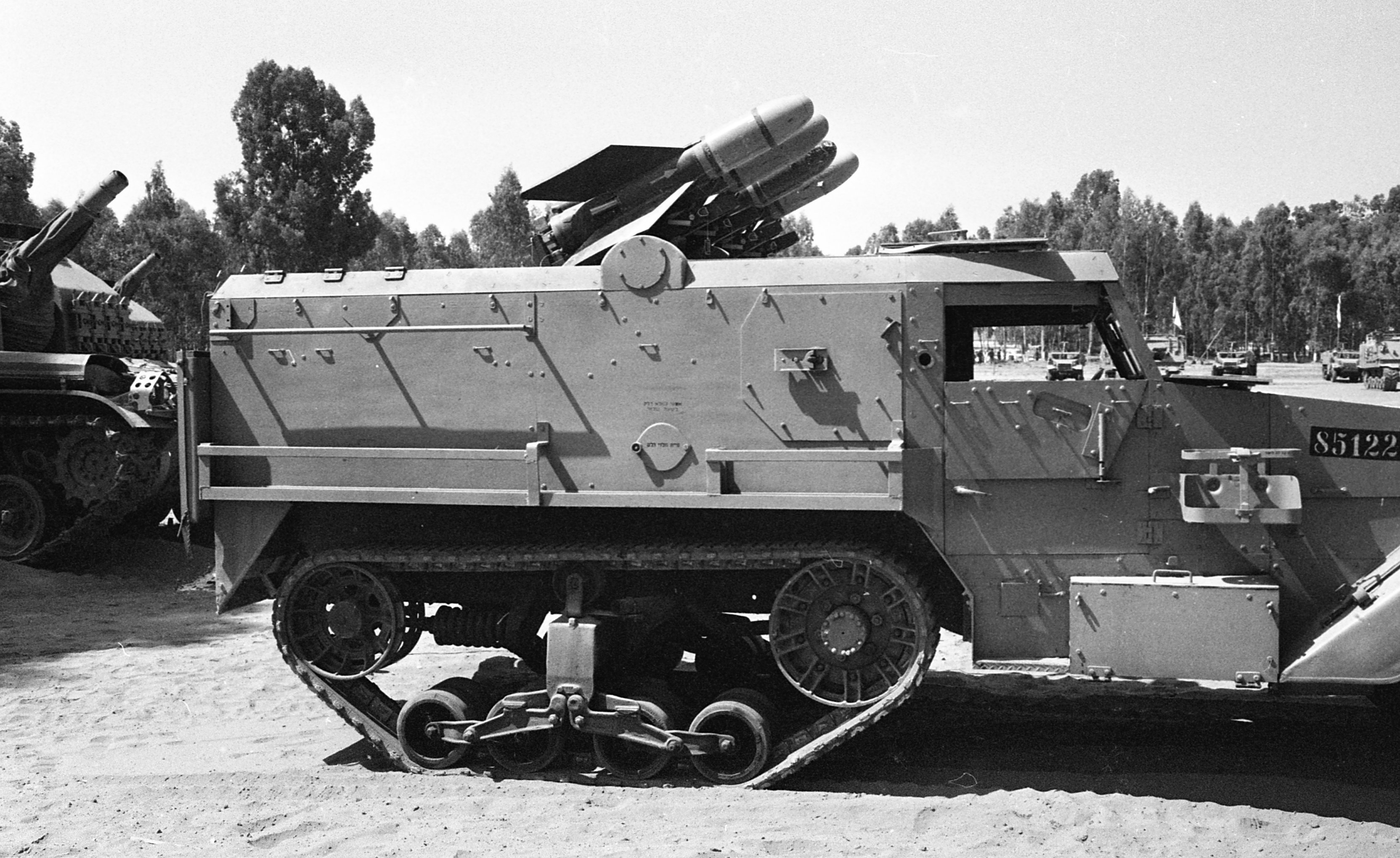
En uno de los campos de entrenamiento de Bahad tuvo lugar la ceremonia de clausura del curso de oficiales del Cuerpo de Artillería de Tzáhal

El primer lote de serie del M5 fue completado en diciembre de 1942. Los cambios en la demanda por semiorugas llevó a órdenes reducidas dentro del Ejército estadounidense y el M5 pasó a ser "estándar limitado" en este. Se produjo un total de 7.484 unidades antes del cese de producción en octubre de 1943. Casi todos los M5 fueron enviados a los aliados de Estados Unidos para emplearse en la guerra. El peso adicional del blindaje reducía la velocidad máxima a 68 km/h, así como su autonomía a 201 km. Los últimos vehículos fueron terminados en septiembre de 1943.
En el Reino Unido, fue empleado como tractor de artillería para remolcar los cañones antitanque QF de 6 libras y QF de 17 libras debido a que el Universal Carrier ya cumplía el papel de transporte de personal. Algunos también fueron retenidos en los Estados Unidos para entrenamiento.
El M5 fue empleado más tarde por el Ejército israelí en la guerra árabe-israelí de 1948. Eran usualmente pintados de color rojo para disfrazarlos como tractores agrícolas. En 1955, los semiorugas M5 fueron empleados para crear el M3 Mark A y el M3 Mark B. El primero era un M3 o M5 con algunas modificaciones, mientras que el segundo era un M5 transformado en un vehículo de mando. Los M5 estándar eran simplemente designados como "M3 IHC". Fue posteriormente empleado en la guerra del Sinaí y en la guerra de los Seis Días. Para la guerra de Yom Kipur, el M3/M5 había sido reemplazado por el M113.

## Variantes

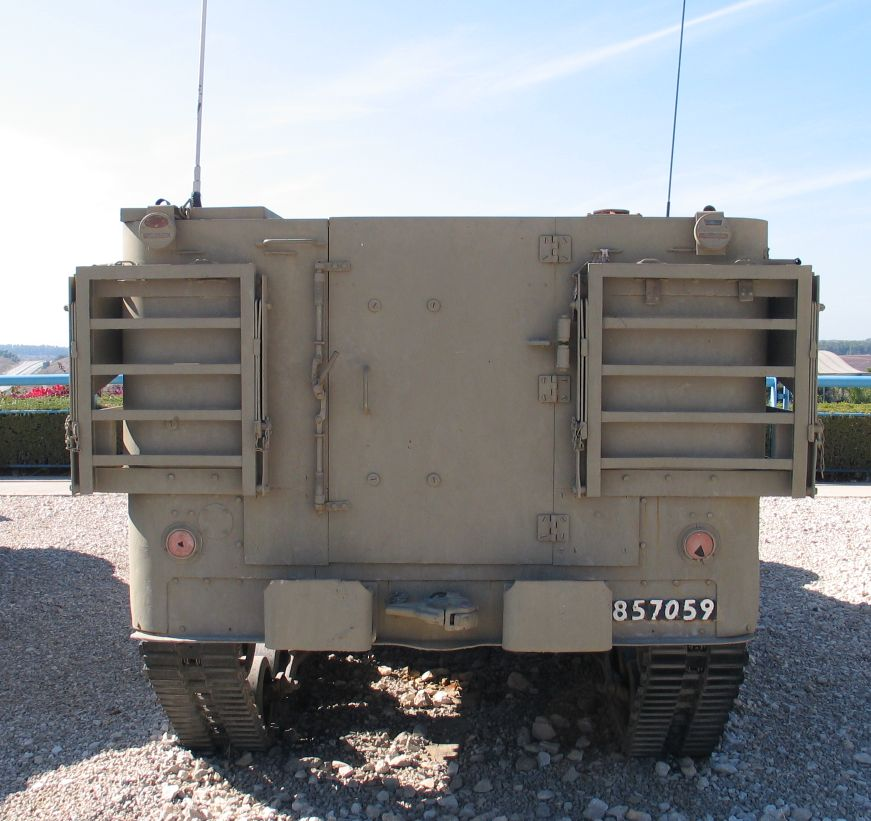
La parte posterior de un M5, expuesto en un museo israelí.

- M3E2/M5 – Un semioruga de la IHC, que es virtualmente idéntico al M3. Las únicas diferencias son su blindaje más grueso (hasta 20 mm), motor diferente (IHC RED-450-B) y una menor autonomía (201 km). Este modelo fue principalmente suministrado a la Unión Soviética, la Commonwealth británica y Francia. Se produjo un total de 4.625 unidades.[7]
- M5A1 – Un M5 con un afuste para ametralladora M49.[10] Se le podía montar una Browning M2 de 12,7 mm (.50) y dos ametralladoras Browning M1919.[6] Se produjeron 2.859 unidades.[7]
- M5A2 – Parecido al M3A2, el M5A2 era una combinación de los semiorugas M5 y M9. Fue un proyecto que nunca llegó a producirse en serie.[7]
- M9 – Igual que el M5, con los compartimientos de almacenaje dispuestos como en el Semioruga M2, acceso a los radios desde el interior y puertas posteriores, más un afuste de pedestal para ametralldora.[6] Se produjeron 2.026 unidades.[7]
- M9A1 – Igual que el M9, con afuste anular y tres resaltes para montar ametralladoras.[6] Se produjeron 1.407 unidades.[11]
- Semioruga M14 – Una versión del M13 Multiple Gun Motor Carriage, basada en el M5. Tenía dos ametralladoras de 12,7 mm montadas en un afuste M33 Maxson en la parte posterior del chasis. Se produjeron varios centenares antes de ser reemplazado por el M16 MGMC y el M17 MGMC, con un total de 1.605 unidades producidas.[11]
- Semioruga M17 – Un M5 con el mismo afuste cuádruple de ametralladoras de 12,7 mm que el M16 MGMC. Todos los 1.000 fueron suministrados a la Unión Soviética.[12] Fue empleado en forma limitada al final de la Segunda Guerra Mundial y también fue desplegado durante la guerra de Corea.[13]
- M3 Mk. A – Un M5 israelí modificado. La única diferencia era la variedad de ametralladoras que empleaba en lugar del afuste M49.[9]
- M3 Mk. B – Un M5 israelí modificado como vehículo de mando. Tenía radios adicionales y un cabrestante frontal.[9]

## Usuarios
Durante la Segunda Guerra Mundial, la mayor parte de los semiorugas M5 (y M9) fueron destinados al Reino Unido, que a su vez los distribuyó a las fuerzas de la Commonwealth o de otros aliados que operaban con el Ejército británico, tales como las fuerzas Polacas Libres o Checoslovacas Libres. La Unión Soviética recibió los semiorugas directamente. En servicio británico, fueron empleados como vehículos utilitarios por las unidades de los Royal Engineers, o por batallones motorizados para remolcar cañones antitanque en lugar de los camiones de 15cwt.
- Estados Unidos - Solamente fueron empleados para entrenamiento.[14]
- Alemania nazi - El Heer empleó vehículos capturados.[15]
- Brasil - Recibió 20 unidades.[16]
- Canadá - Recibió 20 unidades.[17]
- Checoslovaquia - Prestados por el Reino Unido.[16]
- Chile - Recibió 10 unidades.[16]
- Francia - Recibió 1.196 unidades.[4]
- Israel - Los compró en Europa en 1948-1949, y directamente a los Estados Unidos después de 1949.[9]
- Mali - Ayuda militar francesa.[18]
- México - Recibió 2 unidades.[16]
- Polonia - Prestados por el Reino Unido.[16]
- Argentina
- Reino Unido[16]
- Taiwán - Prestados por Estados Unidos.[16]
- Unión Soviética - Recibió 450 unidades durante la Segunda Guerra Mundial[17] y 401 después de la guerra.[16]

Después de la guerra, los semiorugas fueron ofrecidos a través del Programa de Ayuda Militar (PAM).